# Tinchebray
Tinchebray è un ex comune francese e frazione del dipartimento dell'Orne nella regione della Normandia. Dal 1º gennaio 2015 si è fuso con i comuni di Beauchêne, Frênes, Larchamp, Saint-Cornier-des-Landes, Saint-Jean-des-Bois e Yvrandes per formare il nuovo comune di Tinchebray-Bocage.
Il suo territorio è bagnato dalle acque del fiume Noireau.

## Storia
Nei pressi della città, il 28 settembre 1106, venne combattuta una battaglia, che fu decisiva per la conquista del Ducato di Normandia da parte di Enrico I d'Inghilterra.

## Società

### Evoluzione demografica
Abitanti censiti